# Сузане Бернфелд
Сузане Бернфелд (на немски: Suzanne Bernfeld; по баща Касирер, на немски: Cassirer) е германски психоаналитик.

## Биография
Сузане Аймее Касирер е родена през 1896 година в Брюксел, Белгия, в семейството на Пол Касирер и Луси Оберварт, племенница на философа Ернст Касирер. Започва да учи история на изкуството и философия в Марбург и Хамбург, а след това медицина в Берлин. От първия си брак с бизнес консултанта Ханс Парет има две деца – Петер и Ренате.
Първоначално започва обучителна анализа с Ханс Закс в Берлин, а впоследствие между 1932 – 1934 я продължава със Зигмунд Фройд. След края на анализата си се омъжва за Зигфрид Бернфелд, който също е психоаналитик. Същата година двамата емигрират във Франция, където остават до 1937 г. После заминават за Сан Франциско и стават почетни членове на Психоаналитичното общество на Сан Франциско.
Сузане заедно с мъжа си Зигфрид, Джеймс Стрейчи и Ана Фройд, помагат на Ърнест Джоунс в писането на тритомната биография на Зигмунд Фройд.
Умира през 1963 година в Сан Франциско на 67-годишна възраст.